# درگیری کومله و حزب دموکرات کردستان ایران
جنگ کومله و حزب دموکرات کردستان ایران یا جنگ داخلی کردستان ایران، به درگیری های نظامی گفته می‌شود که از سال ۱۳۶۳ و با حمله حزب دموکرات کردستان ایران به نیروهای حزب کومله در اورامان آغاز شد و با آتش‌بس یکجانبه از طرف کومله در ۱۳۶۷ پایان یافت. در طول همین جنگ بود که حزب دموکرات کردستان ایران متحمل انشعاب شد و جریاناتی چون «کنگره هشتم» و «حزب دموکرات کردستان ایران - رهبری انقلابی» پدید آمدند.
تا سال ۱۳۶۳ جنگ‌ها و درگیری‌ها بین احزاب کرد محدود و محلی بودند و به فاصله کمی آتش‌بس برقرار می‌شد. اما از سال ۶۳ جنگ دمکرات و کومەلە سرتاسری شد و نزدیک به پنج سال تا آتش‌بس میان کومه‌له و انشعابیون حزب دموکرات (رهبری انقلابی) طول کشید. پس از این نیز جنگی جدید میان حزب دمکرات- رهبری قاسملو علیه انشعابیون حزب (رهبری انقلابی) دو سال به درازا کشید. طی این جنگ‌ها در طول هفت سال بیش از ۱۰۰۰ تن جان باختند. هزاران نفر نیز صفوف احزاب را ترک کرده و به خانه خود بازگشته یا به کشورهای دیگر مهاجرت کردند.

## زمینۀ درگیری
درگیری نظامی همواره بین احزاب فعال در کردستان ایران، به ویژه دو حزب کومله و دمکرات در جریان بوده‌است و به ویژه حزب کومله نیروهای دموکرات را «دشمن طبقاتی» خود می‌دانست. در این میان حزب دموکرات قدرت و قدمت بیشتری داشت. پس از آن کومله و سپس سازمان‌های دیگر مانند سازمان چریک‌های فدایی خلق، کومله یکسانی کردستان، سازمان خبات ملی و اسلامی و سازمان پیکار قرار داشتند. بعد از بهمن ۱۳۵۷ حزب دموکرات وارد یک نزاع و جنگ قدرت با دیگر سازمان‌های فعال در مناطق کردنشین شد.
در آذر سال ۱۹۷۹ تعدادی از پیشمرگان کومەلە یکسانی کردستان جهت فعالیت سیاسی، تبلیغی به روستای مولاناوای سقز می‌روند. در هنگام تبلیغ، موردحمله غافلگیرانه حزب دمکرات قرار می‌گیرند و چهار تن از آن‌ها دستگیر و یک پیشمرگ دیگر به نام حسن اقبالی درحالی‌که زخمی شده و فرار کرده بود، توسط نیروهای دمکرات دستگیر و اعدام می‌شود. در هفتم اسفند سال ۱۳۵۹ در شهر بوکان، پیشمرگان حزب دموکرات به مقر سازمان پیکار که پیشتر مقاله‌ای در نقد حزب دموکرات نوشته بودند، حمله‌ور شده و سه تن از آن‌ها را به قتل می‌رسانند. سازمان پیکار در مقاله‌ای در نشریۀ پیكار ۹۷، مورخ دوشنبه ۱۸ اسفند ۱۳۵۹، گزارشی از این حمله را منتشر کرد که بر اساس آن، پس ورود نیروهای دموکرات به داخل ساختمان، یک نیروی حزب دموکرات سر یکی از افراد زخمی شدۀ پیکار را می‌برد. در سال ۱۹۸۲ مقر سازمان خبات در روستای سارتکی سردشت مورد حمله نیروهای حزب دموکرات قرار گرفت و حدود ده تن از نیروهای این سازمان به‌شدت زخمی شدند. در سال ۱۹۸۳ مقر نیروهای کومەلە در برده سور سردشت مورد حمله پیشمرگان حزب دمکرات به فرماندهی ملأ حسن شیوه سلی (کادر کمیته مرکزی) قرار گرفت. شمار افراد کومەلە که خیلی کم و عموماً کادر سیاسی، تشکیلاتی بودند (حدود ۱۵ تن)، مقابله نکردند. نیروهای حزب دموکرات او و ۵ تن دیگر را به کشتند و بقیه را دستگیر کردند. از میان کشته‌شدگان کومەلە ۴ نفر به نام‌های عزیز بایزیدی، حسین عبدالی، قادر بوکانی و عبدالله شاهینی معلم بودند. 
اما از شهریور ۱۳۶۳ کمیته مرکزی حزب دمکرات کردستان ایران رسماً جنگ سراسری علیه حزب کومله را اعلام کرد. سه ماه بعد در ۲۵ آبان ماه ۱۳۶۳ نیروهای حزب دمکرات به نیروهای نظامی حزب کومله در اورامان حمله کرده که طی آن ۳ تن از پیشمرگان کومەلە را کشته و ۱۰ نفر دیگر را اسیر که بعداً همگی را اعدام کردند. بر اساس گفته کومله، دو نفر از اعدامیان مصدومانی در حال مداوا در یک درمانگاه صحرایی بودند که نیروی‌های دموکرات آنها را در همان وضعیت اعدام کردند و سپس جناز‌ه‌هایشان را نیز آتش زدند. این روز را می‌توان تاریخ رسمی آغاز جنگ دانست.
در ابتدا کومله تنها سعی بر مجازات عاملان مستقیم حادثهٔ اورامان داشت، اما پس از مدتی درگیری، سرانجام حزب کومله نیز در ششم بهمن ۱۳۶۳ به مقر و نیروهای حزب دمکرات کردستان ایران حملهٔ جدی نظامی کرد و از این پس جنگی سراسری آغاز شد.

## موضع حزب کومله
در بین رهبری کومله بر سر ادامه یا عدم ادامۀ این جنگ بحث‌های زیادی وجود داشت. کمیتۀ مرکزی وقت کومله با انتشار سندی در آن هنگام جنگ را بر سر «هژمونی در کردستان»، «هژمونی بر جنبش انقلابی خلق کرد» و «رهبری در جنبش کردستان» ارزیابی کرد. عبدالله مهتدی و جناح او از فرموله کنندگان و اصلی‌ترین مدافعان این سند بودند. این در حالی بود که منصور حکمت و جناح او در درون حزب، این تببین را «ناسیونالیستی» دانست و آن را «راست روی سیاسی و چپ روی نظامی» نامید. او عقیده داشت که جنگ باید فرعی شود و تنها باید حزب دموکرات را کنترل کرد.

## موضع حزب دموکرات
در درون حزب دموکرات کردستان ایران نیز در رابطه با ادامۀ جنگ اختلاف و درگیری به وجود آمد. در نتیجۀ‌این اختلافات یک انشعاب موقت در حزب دموکرات کردستان ایران صورت گرفت که منجر به تشکیل جریاناتی چون «حزب دموکرات کردستان ایران - رهبری انقلابی» و «کنگره هشتم» شد. جناح «رهبری انقلابی» به سهم خود جنگ با کومله را پایان داد.

## آتش‌بس یک‌جانبۀ‌ کومله
پس از انشعاب در حزب دموکرات کردستان ایران و اعلام آتش‌بس از طرف جریان «رهبری انقلابی» در حزب دموکرات، جناح منصور حکمت پیشنهاد آتش‌بس یک طرفه از جانب کومله را مطرح کرد. او این پیشنهاد را در جلسات کمیته مرکزی کومله و پیش از کنگرۀ ششم این سازمان مطرح کرد. این طرح با مخالف بعضی و از جمله عبدالله مهتدی روبرو شد. آن‌ها آتش‌بس را زود می‌دانستند و خواستار اعلام آتش‌بس تنها به جناح منشعب از حزب دموکرات یعنی جناح «رهبری انقلابی» بودند.
پس از بحث‌های بسیار، پیشنهاد منصور حکمت با رأی ممتنع عبدالله مهتدی، جواد مشکی و صلاح مازوجی و استقبال از طرف ابراهیم علیزاده (از مهم‌ترین رهبران وقت و دبیر کل کنونی کومله) روبه‌رو شد. نهایتاً در اردیبهشت ۱۳۶۷ کومله بعد از چندین سال جنگ و خونریزی با اعلام آتش‌بس یکجانبه به این جنگ خاتمه داد.
در ۳ اردیبهشت ۱۳۶۷ اطلاعیۀ مصوب کمیته مرکزی کومله که توسط منصور حکمت نوشته شده‌بود، با عنوان «اطلاعیۀ کمیته مرکزی کومله دربارهٔ موقعیت کنونی حزب دمکرات و ختم درگیری جنگ داخلی در کردستان» خطاب به مردم و کارگران کردستان انتشار یافت. در این اطلاعیه آمده است: 
«سیاست ما مبنی بر اعلام یک جانبۀ آتش‌بس بر مبنای مسئولیت کومله در قبال جنبش انقلابی مردم کردستان و در نظر گرفتن مصالح مبارزۀ سراسری علیه جمهوری اسلامی اتخاذ گردیده‌است.»

## نتایج جنگ
ابن جنگ نزدیک به ۴ سال به طول انجامید و طی آن اتفاقات مهمی افتاد. در حزب دموکرات کردستان ایران یک انشعاب موقت شکل گرفت و جریاناتی چون «حزب دموکرات کردستان ایران - رهبری انقلابی» و «کنگره هشتم» تشکیل شدند که جناح «رهبری انقلابی» به سهم خود جنگ با کومله را پایان داد. پس از این، جنگی میان حزب دمکرات- رهبری قاسملو علیه جناح تازه تشکیل شده یعنی انشعابیون حزب (رهبری انقلابی) شکل گرفت که دو سال طول کشید. علاوه بر این در این جنگ افراد زیاد نظامی و غیرنظامی کشته شده‌اند که آمار دقیقی از آن در دست نیست.

## مطالعۀ بیشتر
- کتاب «بحران خلیج و رویدادهای کردستان عراق»، چاپ دوم: مجموعه یک جلدی، دسامبر ۱۹۹۳.
- نشریه «کمونیست»، شماره ۴۱، تیرماه ۱۳۶۷.